# Coffee & co
Coffee & Co byla největší slovenská síť kaváren se sídlem v Bratislavě. Provozovala ji společnost Restaurant System & Management. K září 2009 měla 15 provozů na Slovensku, přičemž jedna z nich byla pilotní projekt konceptu Coffee & Co Zmrzlinárna. V České republice od roku 2004 společnost provozovala 18 kaváren. V roce 2009 expandovala první provozem v Budapešti do Maďarska . V roce 2012 společnost ukončila svou činnost.